# Theophilus Van Kannel
Theophilus Van Kannel (* 1841 Filadelfie, Pensylvánie, † 24. prosince 1919 New York City, New York) byl americký vynálezce otáčivých dveří, které si nechal patentovat v roce 1888.

## Život
Narodil se ve Filadelfii ve státě Pensylvánie. Svůj největší vynález, otáčivé dveře, si nechal patentovat roku 1888, o rok později získal ocenění od Franklinova institutu v podobě Medaile Johna Scotta. Dalším jeho vynálezem byla zábavná atrakce, kterou nazval Witching waves, tu poprvé prezentoval v roce 1907 na brooklynském ostrově Coney Island. Zemřel na srdeční selhání bezdětný roku 1919 v New Yorku, pochován je v Clevelandu ve státě Ohio.